# Всеобщие выборы в Венесуэле (1983)
Всеобщие выборы 1983 года в Венесуэле — президентские и парламентские выборы, состоявшиеся 4 декабря 1983 года. Новым президентом был выбран кандидат социал-демократической партии Демократическое действие, сенатор от штата Ансоатеги Хайме Лусинчи, который получил 56,72 % голосов. Также социал-демократы одержали победу на парламентских выборах, получив большинство мест в Палате депутатов и Сенате. Явка избирателей составила 87,75%.

## Кампания
Выборная кампания 1983 года состоялась на фоне тяжёлого экономического кризиса в Венесуэле, усугублённого т.н. «Чёрной пятницей» (исп. Viernes Negro), резкой девальвацией боливара, произошедшей за 10 месяцев до выборов. Пытаясь преодолеть кризис доверия со стороны, вызванный неудачной экономической политикой уходящего президента Луиса Эррера Кампинса, правящая социал-христианская партия КОПЕЙ выдвинула на пост главы государства своего основателя и многолетнего лидера Рафаэля Кальдеру, для которого эти выборы стали уже пятыми по счёту. Главные оппоненты власти, Демократическое действие, сделали ставку на врача Хайме Лусинчи, который много лет представлял штат Ансоатеги в Палате депутатом (1959—1979) и Сенате (1979—1984). Несмотря на отсутствие харизмы и расхождения с влиятельными сторонниками покойного Ромуло Бетанкура, Лусинчи сосредоточился на критике провальной экономической политики правительства Кампинса, во многом благодаря чему и смог одержать победу. Его главный соперник на выборах, Рафаэль Кальдера так и не смог дистанцироваться от непопулярного президента-однопартийца, в то же время благодаря своей харизме и личной популярности смог добиться лучшего результата на выборах в своей истории.
Левые в очередной раз попытались выдвинуть единого кандидата, но вновь не смогли достичь консенсуса. В результате крупнейшая левая партия Венесуэлы, Движение к социализму, при поддержке Революционного левого движения и Избирательной интеграции обновления выдвинула своего основателя и лидера Теодоро Петкоффа, бывшего члена Коммунистической партии Венесуэлы. Вторая по влиятельности в стране партия левых, Народное избирательное движение, и поддержавшие её коммунисты, Социалистическая лига, «Новая альтернатива», Группа революционного действия и Независимые социалисты, выдвинули Хосе Висенте Ранхеля, ранее дважды баллотировавшегося в президенты от Движения к социализму. Ранхеля также поддержал популярный в Венесуэле певец и композитор Али Примера. Своих кандидатов выставили независимые группы и правые, но найти популярных фигур им не удалось. Среди них можно выделить только профсоюзного деятеля Андреса Веласкеса, выдвинутого маленькой левоцентристской партией. Политически неопытный и практически неизвестный в то время, Веласкес через 10 лет будет одним из реальных претендентов на пост президента во время выборов 1993 года.

## Президентские выборы
Кандидаты в президенты Венесуэлы:
- Хайме Лусинчи (Демократическое действие) — врач и профессиональный политик. 5 раз избирался от штата Ансоатеги в нижнюю палату Национального конгресса, затем представлял штат в Сенате. Лозунг предвыборной кампании — «Да». Поддержан Демократическим республиканским союзом и партией «Мы победим».
- Рафаэль Кальдера (КОПЕЙ) — адвокат, социолог, политик, писатель и оратор, основатель и многолетний лидер Социал-христианской партии, президент Венесуэлы (1963—1968). Имел полную поддержку своей партии. Баллотировался в пятый раз. Лозунг — «Миллион рабочих мест». Поддержан партиями «Независимые за перемены», Новое демократическое поколение, Мажоритарный независимый комитет и Националистический фронт единства.
- Теодоро Петкофф (Движение к социализму) — политик и экономист, бывший партизан, член Коммунистической партии Венесуэлы, позднее один из основателей и лидеров Движения к социализму. Член Национального конгресса Венесуэлы нескольких созывов. Поддержан партиями Революционное левое движение и Избирательной интеграцией обновления.
- Хосе Висенте Ранхель (Народное избирательное движение) — политик, адвокат и журналист, в прошлом депутат конгресса от ДРС, затем дважды баллотировался в президенты от Движения к социализму. На этих выборах был выдвинут от Народного избирательного движения. Лозунг — «Дайте ему шанс». Поддержан коммунистами, Социалистической лигой, Группой революционного действия и Независимыми социалистами. Баллотировался в президенты в третий раз.
- Хорхе Олаваррия («Национальное мнение») — журналист, политик, историк и писатель, посол Венесуэлы в Лондоне (1969-1970), дважды депутат Конгресса. Поддержан консервативными кругами, выступавшими против пакта Пунто-Фихо.
- Гонсало Перес Эрнандес (Движение национальной целостности) — личный помощник покойного Ренни Оттолины. Лозунг — «Гонсало выступает».
- Андрес Веласкес («Радикальное дело») — профсоюзный деятель.
- Луис Ранхель («Национальное спасение»).
- Винисио Ромеро («Национальная уверенность»).
- Альберто Солано («Освободительные силы»).
- Хуан Иарра Риверол (Националистическая партия Венесуэлы).
- Адольфо Алькала (Независимые избиратели).

### Результаты
| \| \| \| | 56,72 % |
|          |         |

|  |  |

| \| \| \| | 34,54 % |
|          |         |

|  |  |

| \| \| \| | 4,17 % |
|          |        |

|  |  |

| \| \| \| | 3,34 % |
|          |        |

|  |  |

| \| \| \| | 0,48 % |
|          |        |

|  |  |

| \| \| \| | 0,29 % |
|          |        |

|  |  |

| \| \| \| | 0,13 % |
|          |        |

|  |  |

| \| \| \| | 0,09 % |
|          |        |

|  |  |

| \| \| \| | 0,05 % |
|          |        |

|  |  |

| \| \| \| | 0,03 % |
|          |        |

|  |  |

| \| \| \| | 0,02 % |
|          |        |

|  |  |

| \| \| \| | 0,02 % |
|          |        |

|  |  |

1. ↑  Количество действительных бюллетеней
2. ↑  Учтены как действительные, так и недействительные и пустые бюллетени

## Выборы в Национальный конгресс
| Партия                               | Оригинальное название                            | Голоса    | %     | Депутатские места | Депутатские места | Депутатские места | Депутатские места |
| Партия                               | Оригинальное название                            | Голоса    | %     | Палата депутатов  | +/-               | Сенат             | +/-               |
| ------------------------------------ | ------------------------------------------------ | --------- | ----- | ----------------- | ----------------- | ----------------- | ----------------- |
| Демократическое действие             | исп. Acción Democrática, AD                      | 3 284 166 | 49,90 | 113               | ▲25               | 28                | ▲7                |
| Социал-христианская партия КОПЕЙ     | исп. COPEI                                       | 1 887 226 | 28,68 | 60                | ▼24               | 14                | ▼7                |
| Движение к социализму                | исп. Movimiento al Socialismo, MAS               | 377 795   | 5,74  | 10                | ▼1                | 2                 | ▬                 |
| «Национальное мнение»                | исп. Opinión Nacional, OPINA                     | 130 022   | 1,98  | 3                 | ▲3                | 0                 | ▬                 |
| Народное избирательное движение      | исп. Movimiento Electoral del Pueblo, MEP        | 129 263   | 1,96  | 3                 | ▼1                | 0                 | ▬                 |
| Демократический республиканский союз | исп. Unión Republicana Democrática, URD          | 125 458   | 1,91  | 3                 | ▬                 | 0                 | ▬                 |
| Коммунистическая партия Венесуэлы    | исп. Partido Comunista de Venezuela, PCV         | 115 162   | 1,75  | 3                 | ▲2                | 0                 | ▬                 |
| Революционное левое движение         | исп. Movimiento de Izquierda Revolucionaria, MIR | 103 923   | 1,58  | 2                 | ▼2                | 0                 | ▬                 |
| «Новая альтернатива»                 | исп. Nueva Alternativa, NA                       | 68 729    | 1,04  | 1                 | Первый раз        | 0                 | Первый раз        |
| «Независимые за перемены»            | исп. Independientes con el Cambio, IC            | 63 822    | 0,97  | 1                 | Первый раз        | 0                 | Первый раз        |
| Движение национальной целостности    | исп. Movimiento de Integridad Nacional, MIN      | 59 870    | 0,91  | 1                 | ▬                 | 0                 | ▬                 |
| Социалистическая лига                | исп. Liga Socialista, LS                         | 53 506    | 0,81  | 1                 | ▬                 | 0                 | ▬                 |
| «Радикальное дело»                   | исп. La Causa Radical, LCR                       | 35 304    | 0,54  | 0                 | ▬                 | 0                 | ▬                 |
| «Новая Республика»                   | исп. La Nueva República, LNR                     | 29 642    | 0,45  | 0                 | Первый раз        | 0                 | Первый раз        |
| Мажоритарный независимый комитет     | исп. Comité Independiente Mayoritario, CIM       | 18 762    | 0,29  | 0                 | Первый раз        | 0                 | Первый раз        |
| «Национальное спасение»              | исп. Nacional de Rescate, NR                     | 15 083    | 0,23  | 0                 | Первый раз        | 0                 | Первый раз        |
| Группа революционного действия       | исп. Grupo de Acción Revolucionaria, GAR         | 15 033    | 0,23  | 0                 | ▬                 | 0                 | ▬                 |
| Националистический фронт единства    | исп. Frente de Unidad Nacionalista, FUN          | 12 262    | 0,19  | 0                 | ▬                 | 0                 | ▬                 |
| Новое демократическое поколение      | исп. Nueva Generación Democrática, NGD           | 10 288    | 0,16  | 0                 | ▬                 | 0                 | ▬                 |
| MIO                                  | исп. MIO                                         | 10 020    | 0,15  | 0                 | Первый раз        | 0                 | Первый раз        |
| 29 других партий                     | 29 других партий                                 | 35 563    | 0,54  | 0                 | —                 | 0                 | —                 |
| Недействительные/пустые бюллетени    | Недействительные/пустые бюллетени                | 244 281   |       | —                 | —                 | —                 | —                 |
| Всего                                | Всего                                            | 6 580 899 | 100   | 200               | ▲1                | 44                | ▬                 |
| Зарегистрировано избирателей/Явка    | Зарегистрировано избирателей/Явка                | 7 780 307 | 87,72 |                   |                   |                   |                   |
| Источник: D. Nohlen                  |                                                  |           |       |                   |                   |                   |                   |

1. ↑  Количество действительных бюллетеней
2. ↑  Учтены как действительные, так и недействительные и пустые бюллетени

| Народное голосование (%) | Народное голосование (%) | Народное голосование (%) | Народное голосование (%) | Народное голосование (%) |
| ------------------------ | ------------------------ | ------------------------ | ------------------------ | ------------------------ |
| AD                       |                          |                          | 49.90 %                  |                          |
| COPEI                    |                          |                          | 28.68 %                  |                          |
| MAS                      |                          |                          | 5.74 %                   |                          |
| OPINA                    |                          |                          | 1.98 %                   |                          |
| MEP                      |                          |                          | 1.96 %                   |                          |
| URD                      |                          |                          | 1.91 %                   |                          |
| PCV                      |                          |                          | 1.75 %                   |                          |
| MIR                      |                          |                          | 1.58 %                   |                          |
| Другие                   |                          |                          | 6.50 %                   |                          |

| Распределение мест в Палате депутатов (%) | Распределение мест в Палате депутатов (%) | Распределение мест в Палате депутатов (%) | Распределение мест в Палате депутатов (%) | Распределение мест в Палате депутатов (%) |
| ----------------------------------------- | ----------------------------------------- | ----------------------------------------- | ----------------------------------------- | ----------------------------------------- |
| AD                                        |                                           |                                           | 56.50 %                                   |                                           |
| COPEI                                     |                                           |                                           | 30.00 %                                   |                                           |
| MAS                                       |                                           |                                           | 5.00 %                                    |                                           |
| OPINA                                     |                                           |                                           | 1.50 %                                    |                                           |
| MEP                                       |                                           |                                           | 1.50 %                                    |                                           |
| URD                                       |                                           |                                           | 1.50 %                                    |                                           |
| PCV                                       |                                           |                                           | 1.50 %                                    |                                           |
| Другие                                    |                                           |                                           | 2.50 %                                    |                                           |

| Распределение мест в Сенате (%) | Распределение мест в Сенате (%) | Распределение мест в Сенате (%) | Распределение мест в Сенате (%) | Распределение мест в Сенате (%) |
| ------------------------------- | ------------------------------- | ------------------------------- | ------------------------------- | ------------------------------- |
| AD                              |                                 |                                 | 63.64 %                         |                                 |
| COPEI                           |                                 |                                 | 31.82 %                         |                                 |
| MAS                             |                                 |                                 | 4.54 %                          |                                 |